# 학비
학비(學費, 영어: tuition payments, tuition fee)는 학교의 학습에 필요한 돈을 말한다. 유의어로 학자(學資), 학자금(學資金), 학비금(學費金), 수업료(授業料), 등록금(登錄金), 학채(學債), 학세(學稅), 수강료(受講料), 강미(講米), 공량(貢糧), 강전(講錢), 월사금(月謝金), 월사(月謝) 등이 있다.
학비는 일부 국가에서 교사와 직원, 수업에 필요한 교재, 연구실 자재, 컴퓨터 시스템, 도서와 더불어 편안한 학생 학습 체험을 제공할 목적으로 교육 기관에 의해 부과된다.

## 참고 문헌
- Cauchon, Dennis (2004년 6월 27일). “Grants more than offset soaring university tuition”. 《Nation》 (USA Today). 2006년 5월 11일에 확인함.

## 같이 보기
- 무상교육
- EU의 교육정책과 계획(영어판)
  - 독일의 교육
  - 러시아의 교육
  - 스웨덴의 교육제도
  - 스페인의 교육
  - 영국의 교육
  - 이탈리아의 교육
  - 프랑스의 교육
  - 핀란드의 교육